# Grand Prix Cycliste de Montréal 2014
Il Grand Prix Cycliste de Montréal 2014, quinta edizione della corsa, valido come ventiseiesimo evento dell'UCI World Tour 2014, si svolse il 14 settembre 2014 su un percorso totale di 205,7 km. Fu vinto dall'australiano Simon Gerrans, che terminò la gara in 5h24'27" alla media di 38,03 km/h.
Alla partenza erano presenti 151 ciclisti dei quali 109 portarono a termine la gara.

## Squadre e corridori partecipanti
| N.    | Cod. | Squadra                 |
| ----- | ---- | ----------------------- |
| 1-8   | LAM  | Lampre-Merida           |
| 11-18 | MOV  | Movistar Team           |
| 21-28 | ALM  | AG2R La Mondiale        |
| 31-38 | TCS  | Tinkoff-Saxo            |
| 41-48 | OPQ  | Omega Pharma-Quickstep  |
| 51-58 | KAT  | Katusha Team            |
| 61-68 | BEL  | Belkin Pro Cycling Team |
| 71-78 | BMC  | BMC Racing Team         |
| 81-88 | AST  | Astana Pro Team         |
| 91-98 | TFR  | Trek Factory Racing     |

| N.      | Cod. | Squadra            |
| ------- | ---- | ------------------ |
| 101-108 | GIA  | Team Giant-Shimano |
| 111-118 | SKY  | Team Sky           |
| 121-128 | LTB  | Lotto-Belisol      |
| 131-138 | OGE  | Orica-GreenEDGE    |
| 141-148 | FDJ  | FDJ.fr             |
| 151-158 | GRS  | Garmin-Sharp       |
| 161-168 | CAN  | Cannondale         |
| 171-178 | EUC  | Team Europcar      |
| 181-188 | CAN  | Canada             |

## Ordine d'arrivo (Top 10)
| Pos. | Corridore            | Squadra       | Tempo    |
| ---- | -------------------- | ------------- | -------- |
| 1    | Simon Gerrans        | Orica-GreenE. | 5h24'27" |
| 2    | Rui Costa            | Lampre-Merida | s.t.     |
| 3    | Tony Gallopin        | Lotto-Belisol | s.t.     |
| 4    | Ramūnas Navardauskas | Garmin-Sharp  | s.t.     |
| 5    | Romain Bardet        | AG2R La Mon.  | s.t.     |
| 6    | Tom Dumoulin         | Giant-Shimano | s.t.     |
| 7    | Greg Van Avermaet    | BMC Racing    | s.t.     |
| 8    | Jonathan Hivert      | Belkin        | s.t.     |
| 9    | Enrico Gasparotto    | Astana        | s.t.     |
| 10   | Bauke Mollema        | Belkin        | s.t.     |